# Didier Drogba
Didier Yves Drogba Tébily (phát âm tiếng Pháp: [didje dʁɔɡba]; sinh ngày 11 tháng 3 năm 1978) là cựu cầu thủ bóng đá người Bờ Biển Ngà chơi ở vị trí tiền đạo. Anh là vua phá lưới mọi thời đại và là cựu đội trưởng của đội tuyển bóng đá quốc gia Bờ Biển Ngà. Anh được biết đến nhiều nhất trong sự nghiệp của mình ở Chelsea, nơi mà anh đã ghi nhiều bàn thắng hơn bất kỳ cầu thủ nước ngoài nào khác và hiện là cầu thủ ghi bàn thắng nhiều thứ tư mọi thời đại của câu lạc bộ. Drogba được mệnh danh là cầu thủ vĩ đại nhất của Chelsea trong một cuộc thăm dò với 20.000 người hâm mộ do Tạp chí Chelsea F.C. thực hiện vào năm 2012, và anh cũng có tên trong đội hình Chelsea của thập kỷ 2010–2020. Anh được coi là một trong những cầu thủ châu Phi vĩ đại nhất mọi thời đại và được chú ý bởi thể lực, tốc độ, khả năng không chiến, những cú đánh uy lực, chính xác và khả năng giữ bóng. Drogba được vinh danh là Cầu thủ xuất sắc nhất châu Phi hai lần, giành giải thưởng này vào các năm 2006 và 2009. Anh cũng là cầu thủ có nhiều lần về nhì nhất (4), về đích ở vị trí thứ ba nhiều nhất (3) và nhiều lần lọt vào top ba nhất (9).
Sau khi chơi ở các đội trẻ, Drogba đã có trận ra mắt chuyên nghiệp ở tuổi 18 cho câu lạc bộ Le Mans ở Ligue 2 , và ký hợp đồng chuyên nghiệp đầu tiên ở tuổi 21. Sau khi kết thúc mùa giải 2002–03 với 17 bàn thắng trong 34 lần ra sân cho Guingamp của Ligue 1, anh chuyển đến đến Olympique de Marseille, nơi anh kết thúc với tư cách là cầu thủ ghi bàn nhiều thứ ba trong mùa giải 2003–04 với 19 bàn thắng và giúp câu lạc bộ lọt vào chung kết UEFA Cup 2004.
Vào tháng 7 năm 2004, Drogba chuyển đến câu lạc bộ Chelsea ở giải bóng đá Ngoại hạng Anh với mức phí kỷ lục 24 triệu bảng Anh, khiến anh trở thành cầu thủ người Bờ Biển Ngà đắt giá nhất trong lịch sử. Trong mùa giải đầu tiên của mình, anh đã giúp câu lạc bộ này giành được chức vô địch đầu tiên sau 50 năm, và một năm sau đó, anh đã giành được một chức vô địch Premier League khác. Màn trình diễn của anh đã giúp anh có tên trong FIFA World XI năm 2007. Vào tháng 3 năm 2012, anh trở thành cầu thủ châu Phi đầu tiên ghi được 100 bàn thắng ở Ngoại hạng Anh. Chỉ hai tháng sau, anh ghi bàn trong chiến thắng chung kết Cúp FA 2012 của Chelsea trước Liverpool để trở thành cầu thủ đầu tiên (và tính đến năm 2017, là cầu thủ duy nhất) ghi bàn trong bốn trận chung kết Cúp FA. Anh cũng đã chơi trong trận Chung kết UEFA Champions League 2012, trong đó anh ghi bàn gỡ hòa ở phút 88 và quả penalty quyết định trong loạt sút luân lưu quyết định với Bayern Munich. Sau 6 tháng thi đấu cho Shanghai Shenhua ở Trung Quốc, và một mùa rưỡi với câu lạc bộ Thổ Nhĩ Kỳ Galatasaray, nơi anh ghi bàn thắng quyết định trong trận chung kết Siêu cúp Thổ Nhĩ Kỳ 2013, Drogba trở lại Chelsea vào tháng 7 năm 2014. Với thành tích ghi 10 bàn trong 10 trận chung kết giành 10 danh hiệu ở cấp câu lạc bộ, Drogba được coi là "cầu thủ của những trận cầu lớn". Anh tham gia câu lạc bộ Montreal Impact vào năm 2015 với tư cách là cầu thủ được chỉ định và đã chơi 41 trận trong hai mùa giải và ghi được 23 bàn thắng. Drogba trở thành cầu thủ kiêm chủ sở hữu của Phoenix Rising ở giải bóng đá nhà nghề Hoa Kỳ vào năm 2017 và nghỉ hưu một năm sau đó ở tuổi 40. Vào ngày 21 tháng 4 năm 2022, anh được giới thiệu vào Đại sảnh Danh vọng Premier League.
Là tuyển thủ Bờ Biển Ngà từ năm 2002 đến 2014, Drogba là đội trưởng đội tuyển quốc gia từ năm 2006 cho đến khi anh nghỉ hưu từ đội Bờ Biển Ngà và là cầu thủ ghi nhiều bàn thắng nhất mọi thời đại của quốc gia với 65 bàn thắng sau 105 lần ra sân. Anh đã dẫn dắt Bờ Biển Ngà tham gia giải vô địch bóng đá thế giới 2006. Đó là lần đầu tiên Bờ Biển Ngà xuất hiện trong giải đấu và anh cũng là người ghi bàn thắng đầu tiên. Sau đó, anh là đội trưởng của Bờ Biển Ngà tại các giải vô địch bóng đá thế giới 2010 và 2014. Anh là thành viên của đội Bờ Biển Ngà và giúp đất nước quê hương của anh lọt vào trận chung kết Cúp bóng đá châu Phi vào năm 2006 và 2012 nhưng đều bị đánh bại trên chấm phạt đền trong cả hai lần. Vào ngày 8 tháng 8 năm 2014, anh tuyên bố từ giã sự nghiệp thi đấu quốc tế và vào năm 2018, anh chính thức từ giã sự nghiệp bóng đá chuyên nghiệp ở tuổi 40.
Hoạt động tích cực trong các vấn đề xã hội ở châu Phi, Drogba đóng một vai trò quan trọng trong tiến trình hòa bình ở quê nhà. Năm 2007, anh được bổ nhiệm làm Đại sứ thiện chí cho Chương trình Phát triển Liên Hợp Quốc, và vào tháng 12 năm 2018, anh trở thành Phó Chủ tịch của Tổ chức quốc tế Hòa bình và Thể thao.

## Thời thơ ấu
Sinh tại Abidjan, Didier Drogba trải qua thời thơ ấu tại Bờ Biển Ngà và nước Pháp. Tito, biệt danh mà bạn bè và gia đình thường gọi, rời quê nhà khi mới 5 tuổi. Anh đến Brest thuộc vùng Brittany ở cùng ông chú, Michel Goba, một cầu thủ bóng đá chuyên nghiệp. Drogba sống ở Pháp 3 năm, cùng với chú ở Brest, Angoulême và Dunkerque trước khi trở về quê hương.
Do suy thoái kinh tế ở quê nhà nên anh trở lại sống với chú ở Dunkerque, tiếp tục có dịp đi vòng quanh nước Pháp. Thời điểm đó anh bắt đầu chơi bóng đá. Năm 1991 cha mẹ anh cũng đến Pháp, trước tiên tới Vannes và năm 1993 định cư tại Antony thuộc vùng ngoại ô Paris. Đó là lúc cậu thiếu niên 15 tuổi Drogba đoàn tụ với gia đình. Ban đầu anh đăng ký vào câu lạc bộ địa phương Levallois, và khi trình độ nâng cao, chơi cho đội bóng tại National 2, giải hạng Tư của Pháp năm 18 tuổi.

## Sự nghiệp cầu thủ

### Le Mans và Guingamp
Drogba khoác áo Le Mans năm 19 tuổi (1998), lúc này câu lạc bộ còn chơi ở Ligue 2, giải hạng Hai của Pháp. Đến mùa bóng 2001-02 anh chuyển sang chơi cho Guingamp tại Ligue 1. Mùa tiếp theo Drogba ghi được 17 bàn thắng và giúp Guingamp kết thúc mùa giải ở vị trí thứ 7, một kỉ lục đối với câu lạc bộ. Thành tích này đã khiến Olympique de Marseille, một trong những câu lạc bộ lớn nhất nước Pháp, ký hợp đồng với anh năm 2003.

### Olympique de Marseille
Marseille có một mùa bóng khởi đầu vất vả và huấn luyện viên Alain Perrin, người đã ký hợp đồng đưa Drogba về từ Guingamp, sớm bị thay thế bằng José Anigo. Tuy nhiên, Drogba vẫn thể hiện một phong độ ổn định, ghi 19 bàn thắng và giành danh hiệu Cầu thủ xuất sắc nhất giải vô địch Pháp. Trên đấu trường châu Âu, anh ghi 5 bàn tại Champions League và 6 bàn tại Cúp UEFA, tổng cộng là 30 bàn trong mùa bóng. Anh cùng câu lạc bộ về nhì tại Cúp UEFA khi Marseille thua Valencia ở chung kết. Màn trình diễn ấn tượng mùa bóng này làm các câu lạc bộ lớn hơn chú ý đến Drogba (nhất là các bàn thắng tại Cúp UEFA gặp Liverpool và Newcastle). Cuối mùa (2004) anh chuyển đến Chelsea với mức giá kỉ lục của câu lạc bộ lúc đó là 24 triệu bảng Anh.

### Chelsea
Được HLV Jose Mourinho đưa về Chelsea và cũng chính từ thời gian này, Drogba đã trở thành một trong những tiền đạo xuất sắc nhất thế giới, là nỗi khiếp sợ của nhiều hàng phòng ngự tại Anh cũng như châu Âu. Drogba nhanh chóng thích ứng với môi trường mới, ghi bàn ngay trận thi đấu thứ 3 cho Chelsea. Mặc dù gặp vấn đề về sức khoẻ nhưng trong mùa bóng 2004-05, Drogba đã ghi 16 bàn trong 40 trận đá cho Chelsea, có tỉ lệ ghi bàn / thời gian thi đấu nhiều thứ hai chỉ sau Thierry Henry. Mùa bóng này cũng là mùa bóng thành công với Chelsea khi họ giành chức vô địch quốc gia đầu tiên sau 50 năm.
Mùa bóng tiếp theo (2005-06), Drogba tiếp tục thể hiện phong độ ổn định với 16 bàn thắng cho câu lạc bộ và 11 đường kiến tạo thành bàn thắng. Drogba đã có lúc có ý định quay về Marseille khi bị báo giới Anh kì thị, tuy nhiên cuối cùng anh vẫn ở lại Chelsea. Vào cuối mùa bóng, với sự ra đi của tiền đạo Hernán Crespo và tiền vệ cánh Damien Duff cùng với sự thay đổi chiến thuật của huấn luyện viên Mourinho từ 4-3-3 sang 4-4-2, vị trí của Drogba ở đội hình chính càng vững chắc khi anh là lựa chọn số một để đá cặp với đồng đội mới Andriy Shevchenko. Anh có danh hiệu vô địch Premier League thứ hai liên tiếp với Chelsea.

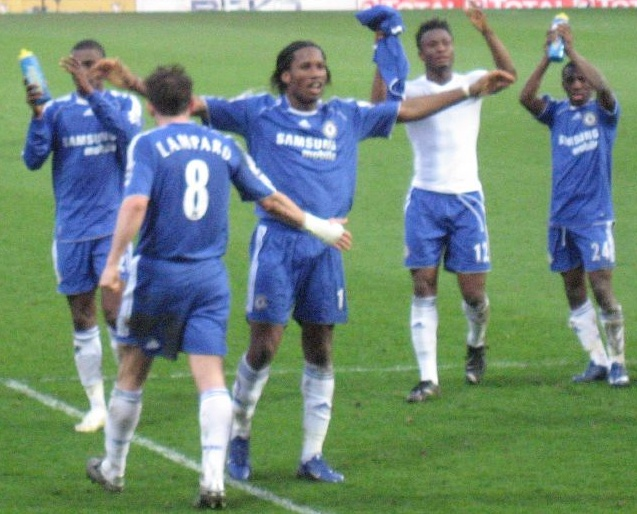
Drogba với các đồng đội Chelsea

Sau khi Damien Duff rời Chelsea, Drogba tiếp quản áo số 11 của Duff. Mùa bóng 2006-07 là mùa bóng thành công với cá nhân Drogba khi anh ghi tới 33 bàn trên các mặt trận (hơn cả hai mùa trước cộng lại). Anh trở thành cầu thủ Chelsea đầu tiên sau Kerry Dixon mùa bóng 1984-85 ghi hơn 30 bàn trong một mùa giải.
Đầu năm 2007 Drogba nhận được các giải thưởng: Cầu thủ xuất sắc nhất Bờ Biển Ngà, Cầu thủ xuất sắc nhất châu Phi lần đầu tiên (vượt qua tiền đạo Cameroon của Barcelona Samuel Eto'o và đồng đội tại Chelsea, cầu thủ Ghana Michael Essien.
Anh cũng có tên trong Đội hình tiêu biểu giải ngoại hạng Anh và đứng thứ nhì (sau Cristiano Ronaldo) trong cuộc bầu chọn Cầu thủ xuất sắc nhất giải ngoại hạng Anh do Hiệp hội cầu thủ chuyên nghiệp Anh (PFA) tổ chức.

#### 2010-2011
Mở đầu giải ngoại hạng Anh, anh đã lập một cú hat-trick giúp Chelsea giành chiến thắng 6-0 trước West Brom. Anh lại tiếp tục tỏa sáng ở trận tiếp theo sau khi có 3 lần kiến tạo thành bàn giúp Chelsea thắng 6-0 trước Wigan. Tuy nhiên kể từ sau đó anh bị một căn bệnh sốt rét và phải nghỉ nhiều trận. Dù anh đã trở lại thi đấu nhưng vẫn chưa hoàn toàn khỏi bệnh nên không đóng góp nhiều cho Chelsea ở mùa giải này. Đây là mùa giải đáng quên nhất của anh cũng như Chelsea khi đội đã trắng tay tại mùa giải này.

#### 2011-2012

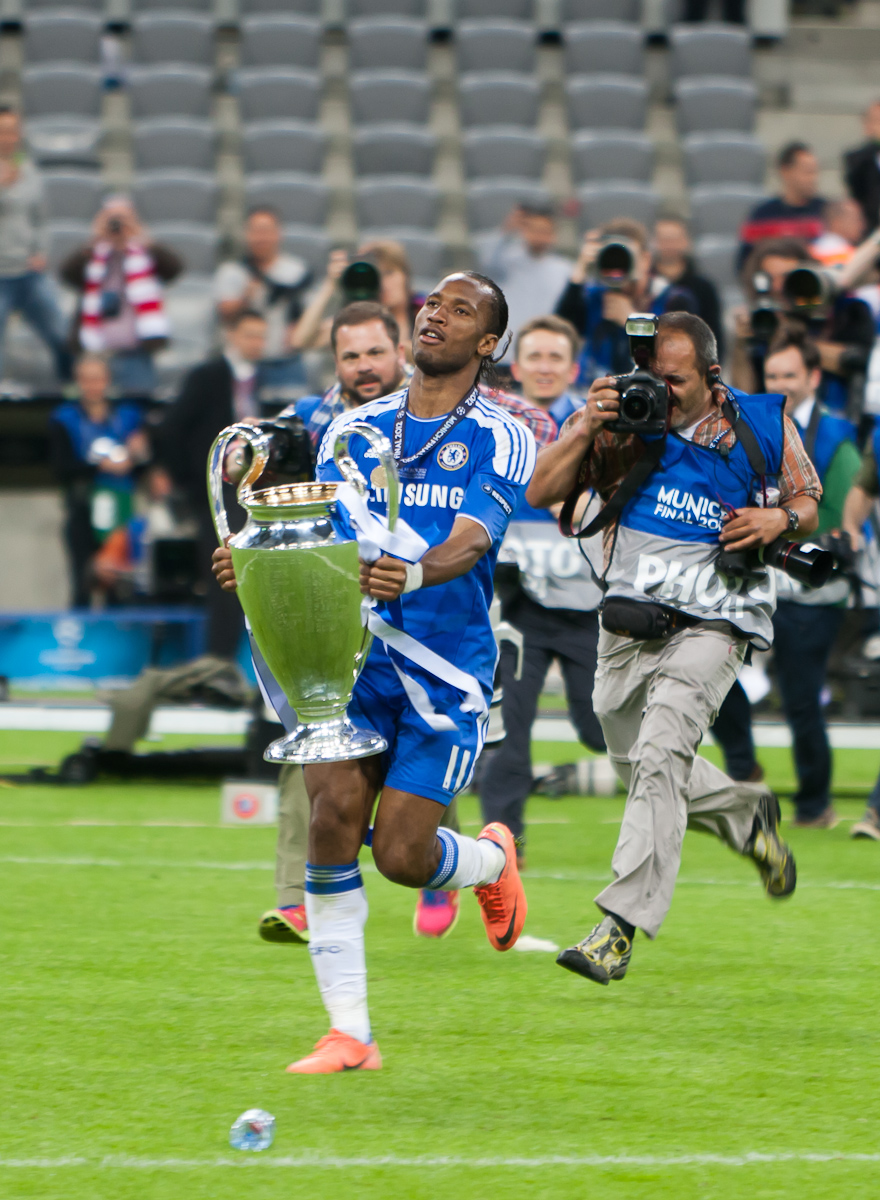
Drogba giành vô địch Champion League cùng câu lạc bộ Chelsea

Drogba bị chấn thương nên phải tới trận gặp Swansea City anh mới trở lại, ngay lập tức anh đã có bàn thắng cho Chelsea trong trận thắng 4-1.
29/11/11, Drogba ghi bàn thắng thứ 150 trong màu áo của Chelsea san bằng kỷ lục của Roy Bentley và Peter Osgood. Drogba tiếp tục có bàn thắng thứ 100 tại giải Ngoại hạng Anh trong màu áo Chelsea trong trận thắng 1-0 trước Stoke City
Anh thường phải ngồi dự bị dưới thời của huấn luyện viên André Villas-Boas nhưng chỉ khi đến thời huấn luyện viên Roberto Di Matteo anh mới trở lại cực kỳ ấn tượng.
Đầu tiên là anh có một bàn thắng rất đẹp mắt vào lưới của Tottenham trong trận bán kết Cúp FA, Chelsea đã thắng 5-1 ở trận đấu đó. 3 ngày sau đó anh lại lập công cho Chelsea trong trận bán kết Champion League gặp Barcelona, nhận đường chuyền bên cánh trái của Ramires anh đã không bỏ lỡ cơ hội và ghi bàn thắng duy nhất của trận đấu giúp Chelsea thắng 1-0. Drogba tiếp tục tỏa sáng trong trận chung kết Cúp FA giúp Chelsea thắng 2-1 trước Liverpool và giành vô địch Cúp FA.
19/5/2012, trong trận chung kết Champion League gặp Bayern Munich, dù Chelsea đã bị thủng lưới trước ở phút thứ 84 nhưng Chelsea đã không từ bỏ. Phút thứ 88, từ pha phạt góc duy nhất của Chelsea trong trận đấu, Mata sút phạt góc rồi Drogba bật cao đánh đầu giúp Chelsea gỡ hòa 1-1. Trận đấu đã không có chuyển biến ở hiệp phụ buộc phải bước sang loạt sút luân lưu cân não, sau khi Bastian Schweinsteiger của Bayern Munich sút hỏng quả thứ 5, Drogba chỉ cần sút thành công quả thứ 5 là Chelsea giành vô địch, anh lạnh lùng đánh lừa được thủ môn Manuel Neuer, bóng nhẹ nhàng đi vào lưới giúp Chelsea lần đầu tiên đăng quang tại Champion League. Và đây cũng là trận cuối cùng anh thi đấu cho Chelsea.
22/5/2012, trang chủ của Chelsea thông báo chính thức anh sẽ không ký thêm hợp đồng với Chelsea và sẽ chia tay CLB trong hè này. Vậy sau 8 năm gắn bó, anh đã phải chia tay CLB ngay sau ghi cùng Chelsea vô địch Champion League. Anh đã chơi tổng cộng 341 trận và ghi được 157 bàn thắng (vượt qua Roy Bentley và Peter Osgood). Sau khi tuyên bố rời Chelsea anh tự tiến cử Fernando Torres sẽ thay mình làm tiền đạo.

### Thân Hoa Thượng Hải
19/6/2012, Drogba chính thức gia nhập CLB Thân Hoa Thượng Hải của Trung Quốc theo dạng chuyển nhượng tự do. Bản hợp đồng có thời hạn 2.5 năm và anh sẽ được nhận mức lương 200.000 Bảng/tuần và ở đây anh cũng được gặp lại người đồng đội cũng từng ở Chelsea là Nicolas Anelka.

### Galatasaray
28/1/2013, Drogba chính thức gia nhập CLB Galatasaray của Thổ Nhĩ Kỳ theo dạng chuyển nhượng tự do. Bản hợp đồng có thời hạn 1.5 năm và ở đây anh cũng được gặp lại cầu thủ đồng hương trong màu áo Đội tuyển quốc gia là Emmanuel Eboué
Tại Galatasaray, tuy đã bước qua tuổi 35 nhưng Drogba vẫn có một phong độ chói sáng giúp Galatasaray đoạt chức vô địch quốc gia Thổ Nhĩ Kỳ mùa giải 2012-2013.
Ngày 19 tháng 5 năm 2014 - Didier Drogba chính thức nói lời chia tay với CLB Galatasaray sau khi cùng đội bóng này đoạt Cup Quốc gia Thổ Nhĩ Kỳ, anh đã để lại một kỷ niệm đẹp trong ngày chia tay khi quyết định từ thiện 1 triệu USD cho những nạn nhân trong vụ sập hầm mỏ tại Soma, Thổ Nhĩ Kỳ.

### Trở lại Chelsea
Ngày 25/7/2014, Chelsea đã thông báo trên trang web chính thức của họ rằng Drogba đã trở về câu lạc bộ theo dạng chuyển nhượng tự do, và ký hợp đồng một năm. Phát biểu trước báo giới về việc trở lại, Drogba cho biết:''Đó là một quyết định dễ dàng, bởi tôi không thể từ chối cơ hội được một lần nữa làm việc cùng với Jose Mourinho. Mọi người hẳn cũng biết mối quan hệ đặc biệt giữa tôi và Chelsea nên tôi luôn cảm thấy nơi đây như là nhà của mình.''
Trong lần trở lại Chelsea, Drogba sẽ khoác áo số 11.

## Thống kê sự nghiệp

### Câu lạc bộ
| Câu lạc bộ          | Mùa giải            | Giải đấu             | Giải đấu | Giải đấu  | Cúp quốc gia | Cúp quốc gia | League cup | League cup | Châu lục | Châu lục  | Giải khác | Giải khác | Tổng cộng | Tổng cộng |
| Câu lạc bộ          | Mùa giải            | Giải đấu             | Số trận  | Bàn thắng | Số trận      | Bàn thắng    | Số trận    | Bàn thắng  | Số trận  | Bàn thắng | Số trận   | Bàn thắng | Số trận   | Bàn thắng |
| ------------------- | ------------------- | -------------------- | -------- | --------- | ------------ | ------------ | ---------- | ---------- | -------- | --------- | --------- | --------- | --------- | --------- |
| Le Mans             | 1998–99             | French Division 2    | 2        | 0         | 0            | 0            | 0          | 0          | —        | —         | —         | —         | 2         | 0         |
| Le Mans             | 1999–2000           | French Division 2    | 30       | 7         | 0            | 0            | 2          | 0          | —        | —         | —         | —         | 32        | 7         |
| Le Mans             | 2000–01             | French Division 2    | 11       | 0         | 3            | 1            | 0          | 0          | —        | —         | —         | —         | 14        | 1         |
| Le Mans             | 2001–02             | French Division 2    | 21       | 5         | 1            | 1            | 2          | 1          | —        | —         | —         | —         | 24        | 7         |
| Le Mans             | Tổng cộng           | Tổng cộng            | 64       | 12        | 4            | 2            | 4          | 1          | —        | —         | —         | —         | 72        | 15        |
| Guingamp            | 2001–02             | French Division 1    | 11       | 3         | 0            | 0            | 0          | 0          | —        | —         | —         | —         | 11        | 3         |
| Guingamp            | 2002–03             | Ligue 1              | 34       | 17        | 3            | 4            | 2          | 0          | —        | —         | —         | —         | 39        | 21        |
| Guingamp            | Tổng cộng           | Tổng cộng            | 45       | 20        | 3            | 4            | 2          | 0          | —        | —         | —         | —         | 50        | 24        |
| Marseille           | 2003–04             | Ligue 1              | 35       | 19        | 2            | 1            | 2          | 1          | 16       | 11        | —         | —         | 55        | 32        |
| Chelsea             | 2004–05             | Premier League       | 26       | 10        | 2            | 0            | 4          | 1          | 9        | 5         | 0         | 0         | 41        | 16        |
| Chelsea             | 2005–06             | Premier League       | 29       | 12        | 3            | 1            | 1          | 0          | 7        | 1         | 1         | 2         | 41        | 16        |
| Chelsea             | 2006–07             | Premier League       | 36       | 20        | 6            | 3            | 5          | 4          | 12       | 6         | 1         | 0         | 60        | 33        |
| Chelsea             | 2007–08             | Premier League       | 19       | 8         | 1            | 0            | 1          | 1          | 11       | 6         | 0         | 0         | 32        | 15        |
| Chelsea             | 2008–09             | Premier League       | 24       | 5         | 6            | 3            | 2          | 1          | 10       | 5         | 0         | 0         | 42        | 14        |
| Chelsea             | 2009–10             | Premier League       | 32       | 29        | 4            | 3            | 2          | 2          | 5        | 3         | 1         | 0         | 44        | 37        |
| Chelsea             | 2010–11             | Premier League       | 36       | 11        | 2            | 0            | 0          | 0          | 7        | 2         | 1         | 0         | 46        | 13        |
| Chelsea             | 2011–12             | Premier League       | 24       | 5         | 3            | 2            | 0          | 0          | 8        | 6         | 0         | 0         | 35        | 13        |
| Chelsea             | Tổng cộng           | Tổng cộng            | 226      | 100       | 27           | 12           | 15         | 9          | 69       | 34        | 4         | 2         | 341       | 157       |
| Shanghai Shenhua    | 2012                | Chinese Super League | 11       | 8         | 0            | 0            | —          | —          | —        | —         | —         | —         | 11        | 8         |
| Galatasaray         | 2012–13             | Süper Lig            | 13       | 5         | 0            | 0            | —          | —          | 4        | 1         | 0         | 0         | 17        | 6         |
| Galatasaray         | 2013–14             | Süper Lig            | 24       | 10        | 3            | 1            | —          | —          | 8        | 2         | 1         | 1         | 36        | 14        |
| Galatasaray         | Total               | Total                | 37       | 15        | 3            | 1            | —          | —          | 12       | 3         | 1         | 1         | 53        | 20        |
| Chelsea             | 2014–15             | Premier League       | 28       | 4         | 2            | 0            | 5          | 1          | 5        | 2         | 0         | 0         | 40        | 7         |
| Montreal Impact     | 2015                | MLS                  | 11       | 11        | 0            | 0            | —          | —          | 0        | 0         | 3         | 1         | 14        | 12        |
| Montreal Impact     | 2016                | MLS                  | 22       | 10        | 2            | 1            | —          | —          | 0        | 0         | 3         | 0         | 27        | 11        |
| Montreal Impact     | Tổng cộng           | Tổng cộng            | 33       | 21        | 2            | 1            | —          | —          | 0        | 0         | 6         | 1         | 41        | 23        |
| Phoenix Rising      | 2017                | USL                  | 13       | 9         | 0            | 0            | —          | —          | —        | —         | 1         | 1         | 14        | 10        |
| Phoenix Rising      | 2018                | USL                  | 8        | 4         | 0            | 0            | —          | —          | —        | —         | 4         | 3         | 12        | 7         |
| Phoenix Rising      | Tổng cộng           | Tổng cộng            | 21       | 13        | 0            | 0            | —          | —          | —        | —         | 5         | 4         | 26        | 17        |
| Tổng cộng sự nghiệp | Tổng cộng sự nghiệp | Tổng cộng sự nghiệp  | 500      | 212       | 43           | 21           | 28         | 12         | 102      | 50        | 16        | 8         | 689       | 303       |

1. ↑  Bao gồm Coupe de France, FA Cup, Turkish Cup, Canadian Championship
2. ↑  Bao gồm Coupe de la Ligue, Football League Cup
3. ↑  Tám trận và năm bàn thắng ở UEFA Champions League, tám trận và sáu bàn thắng UEFA Cup
4. 1 2 3 4 5 6 7 8 9 10 11  Số trận ở UEFA Champions League
5. 1 2 3 4  Số trận ở FA Community Shield
6. ↑  Số trận ở Turkish Super Cup
7. 1 2  Số trận ở MLS Cup Playoffs
8. 1 2  Số trận ở USL Playoffs

### Quốc tế
| Đội tuyển quốc gia | Năm | Giao hữu | Giao hữu  | Quốc té Giải đấu | Quốc té Giải đấu | Tổng cộng | Tổng cộng |
| Đội tuyển quốc gia | Năm | Số trận  | Bàn thắng | Số trận          | Bàn thắng        | Số trận   | Bàn thắng |
| ------------------ | --- | -------- | --------- | ---------------- | ---------------- | --------- | --------- |
| Bờ Biển Ngà        |     |          |           |                  |                  |           |           |
| 2002               | 0   | 0        | 1         | 0                | 1                | 0         |           |
| 2003               | 4   | 1        | 3         | 3                | 7                | 4         |           |
| 2004               | 3   | 3        | 4         | 3                | 7                | 6         |           |
| 2005               | 3   | 1        | 5         | 6                | 8                | 7         |           |
| 2006               | 7   | 4        | 8         | 4                | 15               | 8         |           |
| 2007               | 6   | 3        | 2         | 1                | 8                | 4         |           |
| 2008               | 2   | 1        | 6         | 3                | 8                | 4         |           |
| 2009               | 1   | 1        | 5         | 6                | 6                | 7         |           |
| 2010               | 5   | 2        | 6         | 2                | 11               | 4         |           |
| 2011               | 2   | 1        | 3         | 4                | 5                | 5         |           |
| 2012               | 4   | 2        | 10        | 7                | 14               | 9         |           |
| 2013               | 2   | 1        | 7         | 3                | 9                | 4         |           |
| 2014               | 3   | 3        | 3         | 0                | 6                | 3         |           |
| Tổng cộng          | 42  | 23       | 63        | 42               | 105              | 65        |           |

## Danh hiệu
Marseille
- UEFA Cup á quân: 2003–04[24]

Chelsea
- Premier League: 2004–05, 2005–06, 2009–10, 2014–15[25]
- FA Cup: 2006–07,[26] 2008–09,[27] 2009–10,[28] 2011–12[29]
- Football League Cup: 2004–05,[30] 2006–07,[31] 2014–15;[32] á quân: 2007–08[33]
- FA Community Shield: 2005,[34] 2009[35]
- UEFA Champions League: 2011–12[36]

Galatasaray
- Süper Lig: 2012–13[37]
- Turkish Cup: 2013–14[38]
- Turkish Super Cup: 2013[39]

Phoenix Rising
- Western Conference (USL): 2018[40]

Đội tuyển Bờ Biển Ngà
- Africa Cup of Nations á quân: 2006,[41] 2012[42]

### Cá nhân
- Bàn chân vàng: 2013
- Onze d'Or: 2004
- UEFA Cup Top Scorer: 2004
- Ligue 1 Goal of the Year: 2004
- Ligue 1 Team of the Year: 2004
- Ligue 1 Player of the Year: 2004
- Cầu thủ xuất sắc nhất Côte d'Ivoire: 2006, 2007
- Cầu thủ xuất sắc nhất châu Phi: 2006, 2009
- Vua phá lưới Giải bóng đá Ngoại hạng Anh 2006–07
- UEFA Team of the Year: 2007
- ESM Team of the Year: 2007
- PFA Team of the Year: 2007
- FIFPro World XI: 2007
- BBC African Footballer of the Year: 2009
- Ivory Coast all-time Top Scorer
- Vua phá lưới Premier League 2009–10: 29 bàn